# Hrabstwo Dodge (Minnesota)

Piramida wieku hrabstwa

Hrabstwo Dodge ze stolicą w Mantorville znajduje się w południowo-wschodniej części stanu Minnesota, USA. Według danych z roku 2005 zamieszkuje je 19 595 mieszkańców, z czego 96,58% stanowią biali. Nazwa hrabstwa pochodzi od postaci Henry Dodge'a, polityka, członka Partii Demokratycznej w Izbie Reprezentantów oraz Senacie.

## Warunki naturalne
Hrabstwo zajmuje obszar 1139 km² (440 mi²), z czego 1138 km² (440 mi²) to lądy, a 0 km² (0 mi²) wody. Graniczy z 5 innymi hrabstwami:
- Hrabstwo Rice (północny zachód)
- Hrabstwo Goodhue (północny wschód)
- Hrabstwo Olmsted (wschód)
- Hrabstwo Mower (południe)
- Hrabstwo Steele (zachód)

### Główne szlaki drogowe
| - U.S. Highway 14 - U.S. Highway 218 - Minnesota State Highway 30 | - Minnesota State Highway 56 - Minnesota State Highway 57 |

## Demografia
Według spisu z 2000 roku hrabstwo zamieszkuje 17 734 osób, które tworzą 6420 gospodarstw domowych oraz 4853 rodzin. Gęstość zaludnienia wynosi 16 osób/km². Na terenie hrabstwa jest 6642 budynków mieszkalnych o częstości występowania wynoszącej 6 budynków/km². Hrabstwo zamieszkuje 96,58% ludności białej, 0,2% ludności czarnej, 0,17% rdzennych mieszkańców Ameryki, 0,41% Azjatów, 0,01% mieszkańców Pacyfiku, 1,89% ludności innej rasy oraz 0,73% ludności wywodzącej się z dwóch lub więcej ras, 2,99% ludności to Hiszpanie, Latynosi lub inni. Pochodzenia niemieckiego jest 32,2% mieszkańców, 26,9% norweskiego, a 5,8% irlandzkiego.
W hrabstwie znajduje się 6420 gospodarstw domowych, w których 40,7% stanowią dzieci poniżej 18. roku życia mieszkający z rodzicami, 64,7% małżeństwa mieszkające wspólnie, 7,2% stanowią samotne matki oraz 24,2% to osoby nie posiadające rodziny. 20,2% wszystkich gospodarstw domowych składa się z jednej osoby oraz 9,7% żyję samotnie i jest powyżej 65. roku życia. Średnia wielkość gospodarstwa domowego wynosi 2,73 osoby, a rodziny 3,15 osoby.
Przedział wiekowy populacji hrabstwa kształtuje się następująco: 30,2% osób poniżej 18. roku życia, 7,6% pomiędzy 18. a 24. rokiem życia, 24,9% pomiędzy 25. a 44. rokiem życia, 20,2% pomiędzy 45. a 64. rokiem życia oraz 12,1% osób powyżej 65. roku życia. Średni wiek populacji wynosi 35 lat. Na każde 100 kobiet przypada 98,8 mężczyzn. Na każde 100 kobiet powyżej 18. roku życia przypada 97,9 mężczyzn.
Średni dochód dla gospodarstwa domowego wynosi 47 437 dolarów, a średni dochód dla rodziny wynosi 54 261 dolarów. Mężczyźni osiągają średni dochód w wysokości 34 195 dolarów, a kobiety 25 903 dolarów. Średni dochód na osobę w hrabstwie wynosi 19 259 dolarów. Około 4,4% rodzin oraz 5,8% ludności żyje poniżej minimum socjalnego, z tego 5,8% poniżej 18 roku życia oraz 9,6% powyżej 65. roku życia.

## Miasta

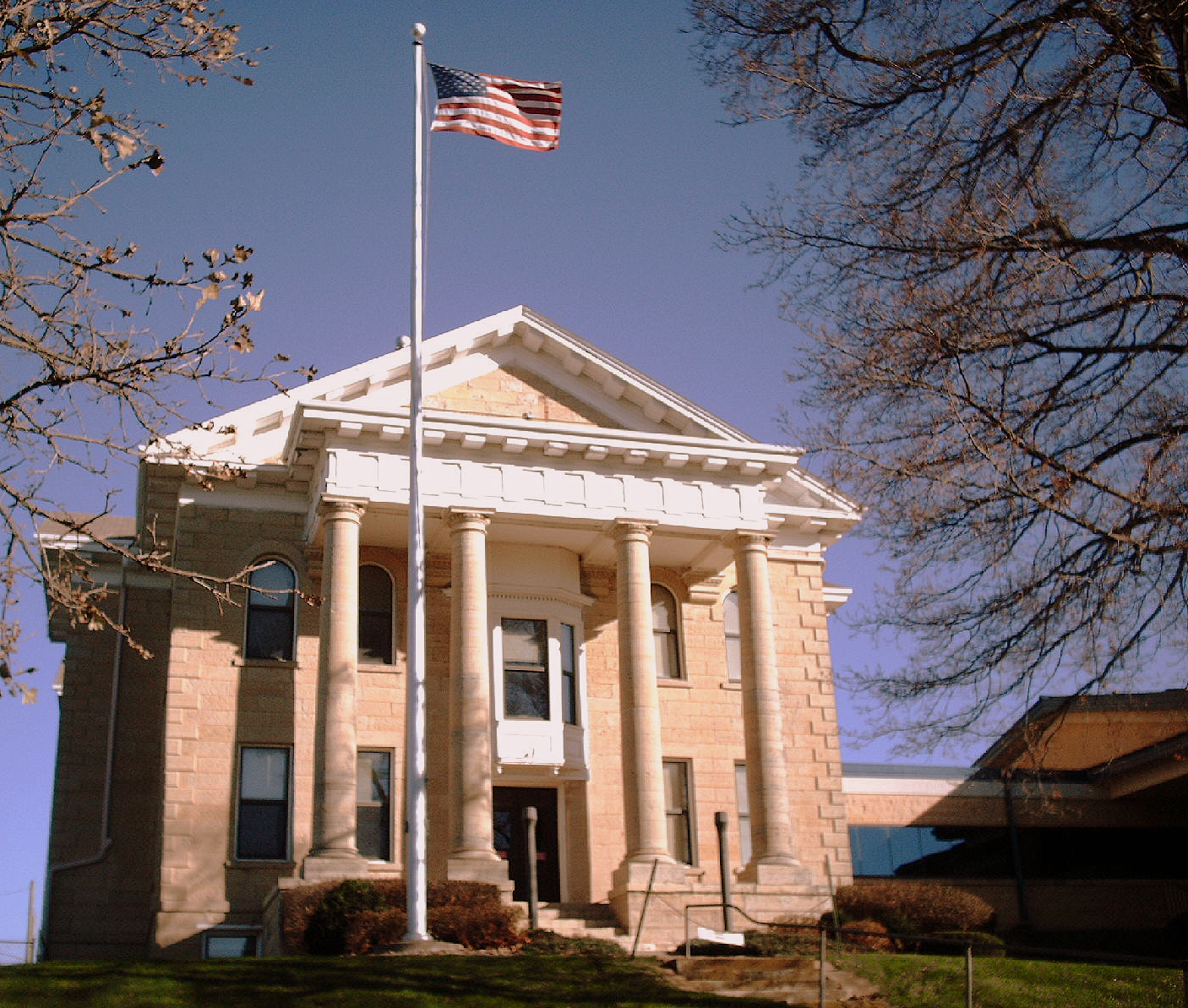
Gmach sądu hrabstwa Dodge w Mantorville.

- Blooming Prairie
- Claremont
- Dodge Center
- Hayfield
- Kasson
- Mantorville
- West Concord